# Burgstraße 5 und 7 (Runkel)

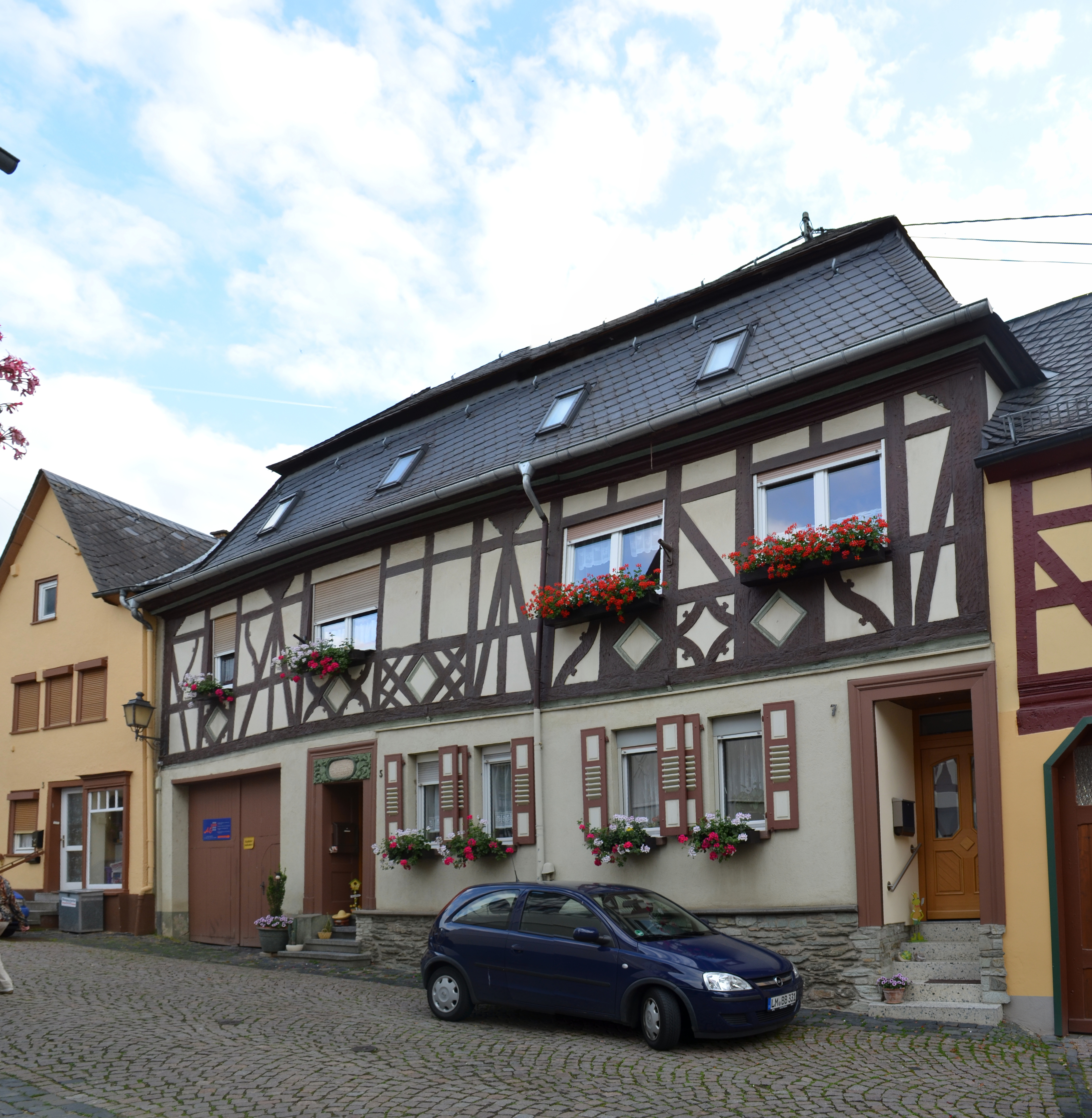
Fachwerkhaus Burgstraße 5 und 7 in Runkel

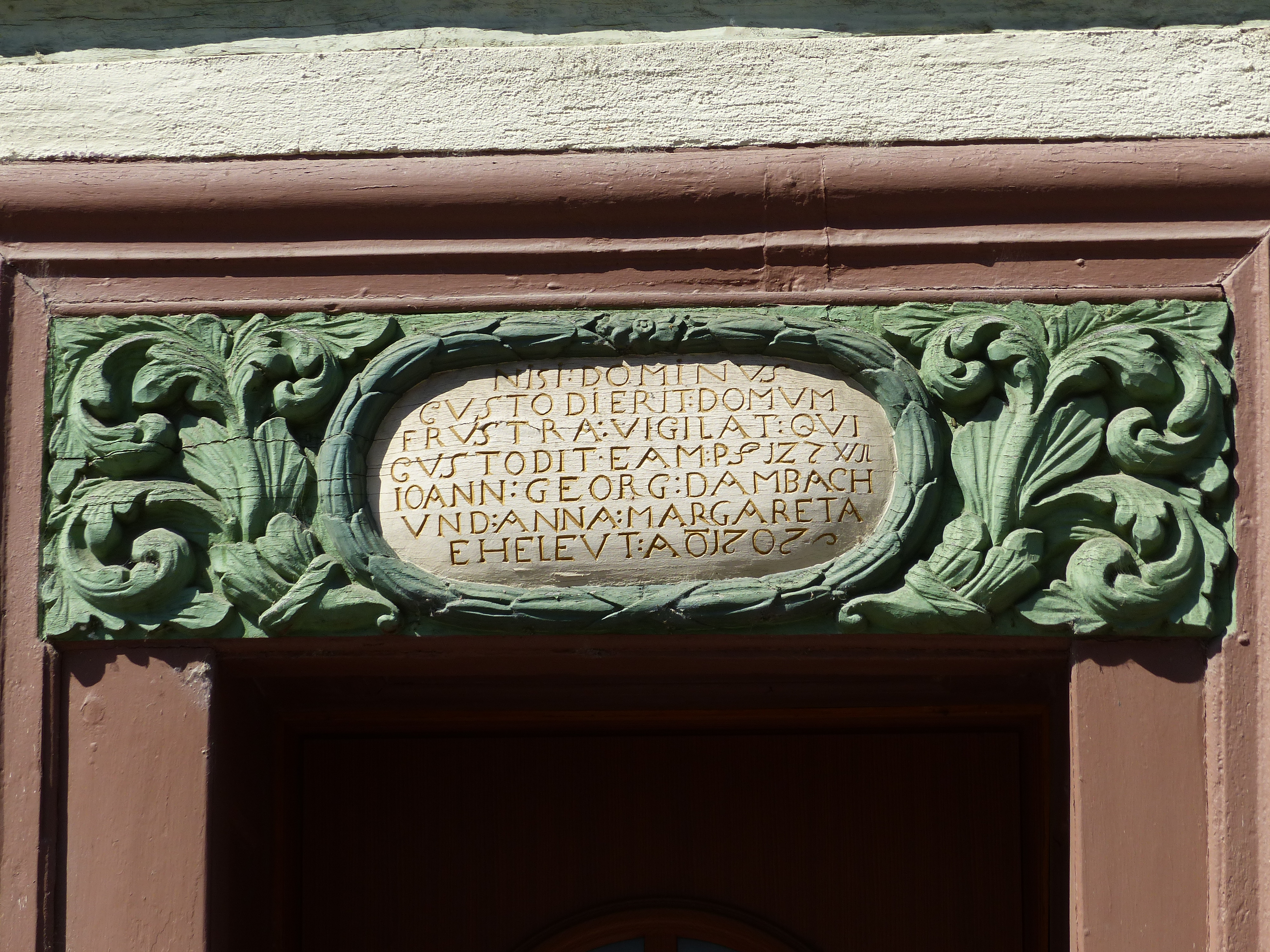
Inschrift über dem Eingang

Das Gebäude Burgstraße 5 und 7 in Runkel, einer Gemeinde im mittelhessischen Landkreis Limburg-Weilburg, wurde 1707 errichtet. Das Fachwerkhaus ist ein geschütztes Kulturdenkmal. 
Das dreizonige traufständige Doppelhaus mit Toreinfahrt hat vom barocken Eingang noch die Rahmung und den plastisch geschnitzten Türsturz. Zwischen Akanthusranken befindet sich die auf Latein abgefasste Inschriftentafel der Eheleute. 
Das Walmdach stammt aus der Zeit um 1800.
Das Landesamt für Denkmalpflege Hessen schreibt: „Fensterung, Torrahmung und Eingang des Baues sind heute ungünstig verändert.“